# San Martino d'Agri
San Martino d'Agri (San Martino fino al 27 maggio del 1863) è un comune italiano di 639 abitanti della provincia di Potenza in Basilicata.

## Geografia fisica
Il paese si trova in Val d'Agri, nel Parco nazionale dell'Appennino Lucano Val d'Agri Lagonegrese. È collegato alla Strada statale 598 di Fondo Valle d'Agri.

## Storia
San Martino d'Agri prese questo nome tra i sec. XI-XII, quando il culto del santo protettore dei poveri si diffuse in Europa.
Si pensa che il paese abbia origini più remote stando ai reperti archeologici ritrovati in alcuni siti locali, di origine romana datati II-I sec a.C. che deriverebbero dall'esodo della popolazione di Grumentum in seguito all'attacco da parte dei saraceni.
L'impianto urbano vero e proprio del paese risale però al IX-X sec., quando monaci provenienti dall'oriente stabilirono qui i propri cenobi intorno ai quali sorse il centro abitato. I monaci nei secoli fondarono il convento ancora esistente che s'impone per la bellezza degli affreschi del chiostro e per uno straordinario coro ligneo di inestimabile bellezza e valore.
Nei secoli successivi San Martino seguiva le sorti storiche di tutto il resto del Mezzogiorno, dalle diverse dominazioni straniere: Normanni, Svevi, e Borbone; fino al dominio spagnolo del regno di Napoli, quando divenne un feudo di proprietà della famiglia Sanseverino di Bisignano, una delle famiglie più potenti del patriziato napoletano. Questi lo tennero fino alla fine del XVII sec. quando vi fu una grave crisi del sistema feudale che costrinse i Sanseverino a cederlo insieme ad altri feudi per far fronte ai debiti accumulati. Così passò nelle mani dei Sifola, ricca famiglia pugliese, che vi padroneggiò, dall'alto del palazzo baronale che ancora oggi ne conserva il nome, fino alla fine della feudalità. Allontanati i temuti “Signori” il paese passò nelle mani delle famiglie più potenti che continuarono a speculare sul resto della popolazione contadina aggravandone le già estenuanti condizioni di vita.
Il malcontento della popolazione facilitò e promosse le grandi migrazioni verso le americhe che portarono ad una drastica riduzione degli abitanti, dai 2000 del 1896 ai 1300 del 1929.
Negli anni che seguirono San Martino ha affrontato gli stessi problemi del resto d'Italia, distinguendosi ancora per un sostenuto flusso migratorio, questa volta verso il Nord d'Italia, flusso che ancora oggi è vivo e costituisce uno dei più gravi problemi del paese.

## Monumenti e luoghi d'interesse
- Palazzo Baronale Sifola

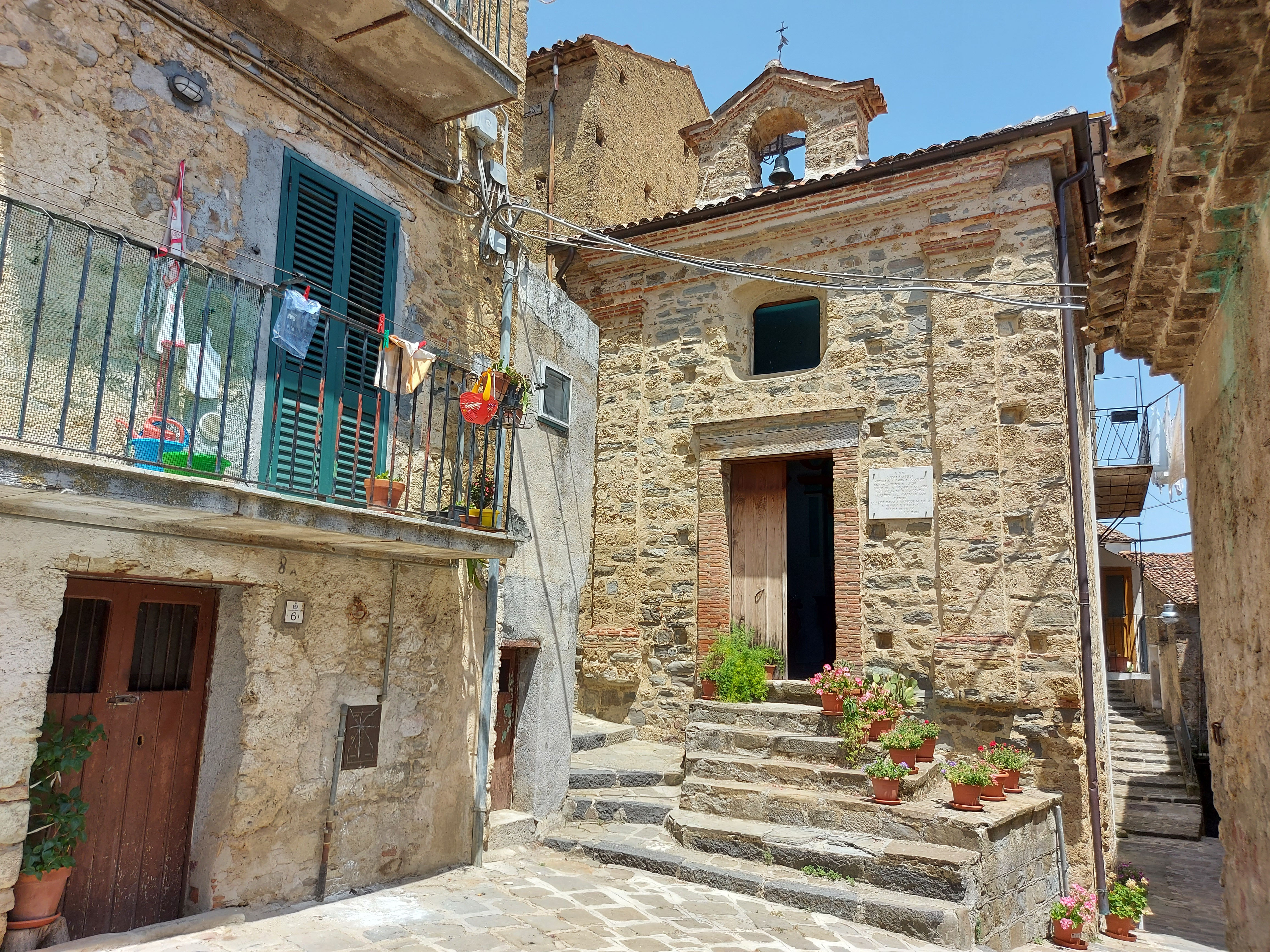
San Martino d'Agri, chiesa di Santa Maria Addolorata

- Chiesa Madre Santa Maria della Rupe
- Santuario Madonna della Rupe, la cui cappella sorge sulla cima del Monte Raparello, spoglio e pietroso, verso cui si muove in pellegrinaggio a maggio e agosto
- Torre dell'orologio
- Torrente Trigella
- Murge di Sant'Oronzo

## Società

### Evoluzione demografica
Abitanti censiti

## Amministrazione
| Periodo        | Periodo           | Primo cittadino           | Partito                   | Carica  | Note |
| -------------- | ----------------- | ------------------------- | ------------------------- | ------- | ---- |
| 23 aprile 1995 | 12 giugno 1999    | Pasquale Robortella       | Partito Popolare Italiano | sindaco |      |
| 13 giugno 1999 | 13 giugno 2004    | Pasquale Robortella       | Partito Popolare Italiano | sindaco |      |
| 13 giugno 2004 | 22 settembre 2005 | Mario Antonio Imperatrice | La Margherita             | sindaco |      |
| 29 maggio 2006 | 10 maggio 2010    | Pasquale Robortella       | L'Ulivo                   | sindaco |      |
| 16 maggio 2011 | 5 giugno 2016     | Michelino Lammoglia       | Partito Democratico       | sindaco |      |
| 5 giugno 2016  | 4 ottobre 2021    | Amedeo Ranucci            | Lista Civica Libera Mente | sindaco |      |
| 4 ottobre 2021 | in carica         | Mario Antonio Imperatrice | Lista Civica Libera Mente | sindaco |      |